# Пеннантия Байлиза
Пеннантия Байлиза (лат. Pennantia baylisiana) — вид цветковых растений рода Пеннантия (лат. Pennantia) семейства Пеннантиевые (лат. Pennantiaceae) (в других классификациях, Икациновые (лат. Icacinaceae)). Является эндемиком островов Три-Кингс, Новая Зеландия, где известен лишь один экземпляр этого вида. Единственное дерево было обнаружено на каменистом склоне Большого острова (англ. Great Island). Оно было открыто в 1945 году профессором Университета Отаго (англ. University of Otago) Джеффом Бэйлисом (англ. Geoff Baylis). Находится под угрозой из-за сокращения мест обитания. Вид Pennantia baylisiana занесён в Книгу рекордов Гиннесса как один из самых редких видов растений.